# امبر مک‌لافلین
امبر مک‌لافلین (به انگلیسی: Amber McLaughlin) با نام تولد اسکات ای. مک‌لافلین (به انگلیسی: Scott A. McLaughlin) (زاده ۱۳ ژانویهٔ ۱۹۷۳ – درگذشته ۳ ژانویهٔ ۲۰۲۳) مجرم آمریکایی بود.
امبر مک لافلین یک زن ترنس بود. وی در سال ۲۰۰۳ پیش از تغییر جنسیت و به جرم قتل دوست دختر سابقش به زندان افتاده بود؛ وی در حومه سنت لوئیس، شهری بزرگ از ایالت میسوری زندگی می‌کرد. وی ابتدا به دوست دختر سابقش تجاوز کرد و سپس او را با ضربات چاقو به قتل رساند و جسدش را در محلی نزدیک رودخانه میسی سی پی رها کرد. سپس او در زندان تغییر جنسیت داد. دادگاه محاکمه امبر لافلین سال ۲۰۰۶ برپا شد و هیئت منصفه وی را به دلیل انجام قتل مجرم معرفی کرد.
مورد او نخستین مجازات مرگ یک زن تراجنسیتی بود و روز سه‌شنبه ۳ ژانویه ۲۰۲۳ در آمریکا به اجرا درآمد و وی که به قتل دوست دختر سابقش محکوم شده بود در زندان اعدام شد.